# Parti démocratique progressiste du Nord
Le parti démocratique progressiste du Nord est un ancien parti politique luxembourgeois.

## Histoire
Le parti démocratique progressiste du Nord est un parti libéral créé dans la circonscription Nord et lié au parti radical-socialiste, créé par Nicholas Mathieu, l'ancien chef du parti national indépendant.
Le parti participe aux élections législatives de 1931 où obtient 5,3 % des voix et remporte un siège. Il ne participera à aucune autre élection et pour les élections législatives de 1937, Nicholas Mathieu fonde un autre parti, le parti libéral.

## Résultats électoraux
| Année | Voix   | %   | Rang | Sièges |
| ----- | ------ | --- | ---- | ------ |
| 1931  | 35 702 | 5,3 | 6e   | 1 / 54 |